# Chaudhry Shujaat Hussain
Chaudhry Shujaat Hussain (27 gennaio 1940) è un politico pakistano.

## Biografia
È stato Primo ministro del Pakistan dal giugno all'agosto 2004.
Dal gennaio 2003 è il Presidente della Lega Musulmana del Pakistan (Q).
Ha ricoperto il ruolo di Ministro dell'intero dal novembre 1990 al luglio 1993 e nuovamente dal febbraio 1997 all'ottobre 1999.